# Stempellinella cuneipennis
Stempellinella cuneipennis är en tvåvingeart som först beskrevs av Edwards 1929.  Stempellinella cuneipennis ingår i släktet Stempellinella och familjen fjädermyggor. Arten har ej påträffats i Sverige. Inga underarter finns listade i Catalogue of Life.